# Landon Donovan
Landon Timothy Donovan (n. 4 martie 1982 Ontario, California) este un fost fotbalist american care a jucat pentru cluburile LA Galaxy, Bayer Leverkusen, San Jose Earthquakes, Bayern München, Everton și pentru echipa națională de fotbal a Statelor Unite ale Americii. Donovan a evoluat pe postul de atacant sau mijlocaș.
În Major League Soccer, Donovan a câștigat de șase ori MLS Cup, record național, și este golgeterul campionatului SUA cu 144 de goluri, precum și cel mai bun pasator, cu 136 de pase decisive.

## Statistici carieră

### Internațional
La 11 octombrie 2013.
| Națională     | An    | Meciuri | Goluri |
| ------------- | ----- | ------- | ------ |
| Statele Unite |       |         |        |
| 2000          | 1     | 1       |        |
| 2001          | 8     | 0       |        |
| 2002          | 20    | 6       |        |
| 2003          | 15    | 7       |        |
| 2004          | 14    | 5       |        |
| 2005          | 15    | 6       |        |
| 2006          | 11    | 0       |        |
| 2007          | 12    | 9       |        |
| 2008          | 9     | 3       |        |
| 2009          | 15    | 5       |        |
| 2010          | 8     | 3       |        |
| 2011          | 10    | 1       |        |
| 2012          | 6     | 3       |        |
| 2013          | 10    | 8       |        |
| 2014          | 3     | 0       |        |
| Total         | Total | 157     | 57     |

### Club
Statisticile lui Donovan la echipe de club.
|               |                      |                           | Campionat | Campionat | Cupă      | Cupă      | Cupa Ligii | Cupa Ligii | Continental     | Continental     | Total   | Total  |
| Sezon         | Club                 | Campionat                 | Meciuri   | Goluri    | Meciuri   | Goluri    | Meciuri    | Goluri     | Meciuri         | Goluri          | Meciuri | Goluri |
| Germania      | Germania             | Germania                  | Campionat | Campionat | DFB-Pokal | DFB-Pokal | Altele     | Altele     | Europa          | Europa          | Total   | Total  |
| ------------- | -------------------- | ------------------------- | --------- | --------- | --------- | --------- | ---------- | ---------- | --------------- | --------------- | ------- | ------ |
| 1999–00       | Bayer Leverkusen II  | Regionalliga West/Südwest | 20        | 6         | 0         | 0         | 0          | 0          | 0               | 0               | 20      | 6      |
| 2000–01       | Bayer Leverkusen II  | Regionalliga Nord         | 0         | 0         | 1         | 0         | 0          | 0          | 0               | 0               | 1       | 0      |
| USA           | USA                  | USA                       | Campionat | Campionat | Open Cup  | Open Cup  | Cupa Ligii | Cupa Ligii | America de Nord | America de Nord | Total   | Total  |
| 2001          | San Jose Earthquakes | Major League Soccer       | 22        | 7         | 2         | 0         | 6          | 5          | 0               | 0               | 30      | 12     |
| 2002          | San Jose Earthquakes | Major League Soccer       | 20        | 7         | 2         | 0         | 2          | 1          | 0               | 0               | 24      | 8      |
| 2003          | San Jose Earthquakes | Major League Soccer       | 22        | 12        | 1         | 0         | 4          | 4          | 0               | 0               | 27      | 16     |
| 2004          | San Jose Earthquakes | Major League Soccer       | 23        | 6         | 3         | 1         | 2          | 0          | 0               | 0               | 28      | 7      |
| Germania      | Germania             | Germania                  | Campionat | Campionat | DFB-Pokal | DFB-Pokal | Altele     | Altele     | Europa          | Europa          | Total   | Total  |
| 2004–05       | Bayer Leverkusen     | Bundesliga                | 7         | 0         | 0         | 0         | 0          | 0          | 2               | 0               | 9       | 0      |
| USA           | USA                  | USA                       | Campionat | Campionat | Open Cup  | Open Cup  | Cupa Ligii | Cupa Ligii | America de Nord | America de Nord | Total   | Total  |
| 2005          | Los Angeles Galaxy   | Major League Soccer       | 22        | 12        | 4         | 2         | 4          | 4          | 0               | 0               | 30      | 18     |
| 2006          | Los Angeles Galaxy   | Major League Soccer       | 24        | 12        | 4         | 3         | 0          | 0          | 2               | 1               | 30      | 16     |
| 2007          | Los Angeles Galaxy   | Major League Soccer       | 25        | 8         | 1         | 0         | 0          | 0          | 0               | 0               | 26      | 8      |
| 2008          | Los Angeles Galaxy   | Major League Soccer       | 25        | 20        | 0         | 0         | 0          | 0          | 0               | 0               | 25      | 20     |
| Germania      | Germania             | Germania                  | Campionat | Campionat | DFB-Pokal | DFB-Pokal | Altele     | Altele     | Europa          | Europa          | Total   | Total  |
| 2008–09       | Bayern München       | Bundesliga                | 6         | 0         | 1         | 0         | 0          | 0          | 0               | 0               | 7       | 0      |
| USA           | USA                  | USA                       | Campionat | Campionat | Open Cup  | Open Cup  | Cupa Ligii | Cupa Ligii | America de Nord | America de Nord | Total   | Total  |
| 2009          | Los Angeles Galaxy   | Major League Soccer       | 25        | 12        | 0         | 0         | 4          | 3          | 0               | 0               | 29      | 15     |
| Anglia        | Anglia               | Anglia                    | Campionat | Campionat | FA Cup    | FA Cup    | League Cup | League Cup | Europa          | Europa          | Total   | Total  |
| 2009–10       | Everton              | Premier League            | 10        | 2         | 1         | 0         | 0          | 0          | 2               | 0               | 13      | 2      |
| USA           | USA                  | USA                       | Campionat | Campionat | Open Cup  | Open Cup  | Cupa Ligii | Cupa Ligii | America de Nord | America de Nord | Total   | Total  |
| 2010          | Los Angeles Galaxy   | Major League Soccer       | 24        | 7         | 0         | 0         | 3          | 0          | 2               | 0               | 29      | 7      |
| 2011          | Los Angeles Galaxy   | Major League Soccer       | 23        | 12        | 1         | 0         | 4          | 3          | 6               | 1               | 34      | 16     |
| Anglia        | Anglia               | Anglia                    | Campionat | Campionat | FA Cup    | FA Cup    | League Cup | League Cup | Europa          | Europa          | Total   | Total  |
| 2011–12       | Everton              | Premier League            | 7         | 0         | 2         | 0         | 0          | 0          | 0               | 0               | 9       | 0      |
| USA           | USA                  | USA                       | Campionat | Campionat | Open Cup  | Open Cup  | Cupa Ligii | Cupa Ligii | America de Nord | America de Nord | Total   | Total  |
| 2012          | Los Angeles Galaxy   | Major League Soccer       | 26        | 9         | 0         | 0         | 5          | 2          | 3               | 1               | 35      | 12     |
| 2013          | Los Angeles Galaxy   | Major League Soccer       | 22        | 10        | 0         | 0         | 2          | 0          | 3               | 0               | 27      | 10     |
| 2014          | Los Angeles Galaxy   | Major League Soccer       | 31        | 10        | 0         | 0         | 5          | 3          | 0               | 0               | 36      | 13     |
| Total         | Germania             | Germania                  | 33        | 6         | 2         | 0         | 0          | 0          | 2               | 0               | 37      | 6      |
| Total         | USA                  | USA                       | 334       | 144       | 18        | 6         | 39         | 25         | 16              | 2               | 407     | 177    |
| Total         | Anglia               | Anglia                    | 17        | 2         | 3         | 0         | 0          | 0          | 2               | 0               | 22      | 2      |
| Total carieră | Total carieră        | Total carieră             | 384       | 152       | 23        | 6         | 39         | 25         | 20              | 2               | 466     | 185    |

### Goluri internaționale
| #   | Data               | Stadion                                                  | Oponent       | Scor | Rezultat        | Competiția                                             |
| --- | ------------------ | -------------------------------------------------------- | ------------- | ---- | --------------- | ------------------------------------------------------ |
| 1.  | 25 octombrie 2000  | Los Angeles Memorial Coliseum, Los Angeles, SUA          | Mexic         | 1–0  | 2–0             | Meci amical                                            |
| 2.  | 19 ianuarie 2002   | Rose Bowl, Pasadena, SUA                                 | Coreea de Sud | 1–0  | 2–1             | CONCACAF Gold Cup 2002                                 |
| 3.  | 2 martie 2002      | Safeco Field, Seattle, SUA                               | Honduras      | 2–0  | 4–0             | Meci amical                                            |
| 4.  | 2 martie 2002      | Safeco Field, Seattle, SUA                               | Honduras      | 4–0  | 4–0             | Meci amical                                            |
| 05. | 16 mai 2002        | Giants Stadium, East Rutherford, SUA                     | Jamaica       | 4–0  | 5–0             | Meci amical                                            |
| 6.  | 14 iunie 2002      | Daejeon World Cup Stadium, Daejeon, Coreea de Sud        | Polonia       | 1–3  | 1–3             | Campionatul Mondial de Fotbal 2002                     |
| 7.  | 17 iunie 2002      | Jeonju World Cup Stadium, Jeonju, Coreea de Sud          | Mexic         | 2–0  | 2–0             | Campionatul Mondial de Fotbal 2002                     |
| 8.  | 29 martie 2003     | Qwest Field, Seattle, SUA                                | Venezuela     | 2–0  | 2–0             | Meci amical                                            |
| 9.  | 26 mai 2003        | Spartan Stadium, San Jose, SUA                           | Țara Galilor  | 1–0  | 2–0             | Meci amical                                            |
| 10. | 6 iulie 2003       | Columbus Crew Stadium, Columbus, Ohio, SUA               | Paraguay      | 1–0  | 2–0             | Meci amical                                            |
| 11. | 13 iulie 2003      | Gillette Stadium, Foxborough, SUA                        | Cuba          | 1–0  | 5–0             | CONCACAF Gold Cup 2003                                 |
| 12. | 13 iulie 2003      | Gillette Stadium, Foxborough, SUA                        | Cuba          | 2–0  | 5–0             | CONCACAF Gold Cup 2003                                 |
| 13. | 13 iulie 2003      | Gillette Stadium, Foxborough, SUA                        | Cuba          | 4–0  | 5–0             | CONCACAF Gold Cup 2003                                 |
| 14. | 13 iulie 2003      | Gillette Stadium, Foxborough, SUA                        | Cuba          | 5–0  | 5–0             | CONCACAF Gold Cup 2003                                 |
| 15. | 18 ianuarie 2004   | Home Depot Center, Carson, SUA                           | Danemarca     | 1–1  | 1–1             | Meci amical                                            |
| 16. | 20 iunie 2004      | Grenada National Stadium, St. George's, Grenada          | Grenada       | 1–0  | 3–2             | Calificările pentru Campionatul Mondial de Fotbal 2006 |
| 17. | 4 septembrie 2004  | Gillette Stadium, Foxborough, SUA                        | El Salvador   | 2–0  | 2–0             | Calificările pentru Campionatul Mondial de Fotbal 2006 |
| 18. | 13 octombrie 2004  | RFK Stadium, Washington, D.C., SUA                       | Panama        | 1–0  | 6–0             | Calificările pentru Campionatul Mondial de Fotbal 2006 |
| 19. | 13 octombrie 2004  | RFK Stadium, Washington, D.C., SUA                       | Panama        | 2–0  | 6–0             | Calificările pentru Campionatul Mondial de Fotbal 2006 |
| 20. | 4 iunie 2005       | Rice-Eccles Stadium, Salt Lake City, SUA                 | Costa Rica    | 1–0  | 3–0             | Calificările pentru Campionatul Mondial de Fotbal 2006 |
| 21. | 4 iunie 2005       | Rice-Eccles Stadium, Salt Lake City, SUA                 | Costa Rica    | 2–0  | 3–0             | Calificările pentru Campionatul Mondial de Fotbal 2006 |
| 22. | 8 iunie 2005       | Estadio Rommel Fernández, Panama City, Panama            | Panama        | 2–0  | 3–0             | Calificările pentru Campionatul Mondial de Fotbal 2006 |
| 23. | 7 iulie 2005       | Qwest Field, Seattle, SUA                                | Cuba          | 2–1  | 4–1             | CONCACAF Gold Cup 2005                                 |
| 24. | 7 iulie 2005       | Qwest Field, Seattle, SUA                                | Cuba          | 4–1  | 4–1             | CONCACAF Gold Cup 2005                                 |
| 25. | 9 iulie 2005       | Qwest Field, Seattle, SUA                                | Canada        | 2–0  | 2–0             | CONCACAF Gold Cup 2005                                 |
| 26. | 20 ianuarie 2007   | Home Depot Center, Carson, SUA                           | Danemarca     | 1–1  | 3–1             | Meci amical                                            |
| 27. | 7 februarie 2007   | University of Phoenix Stadium, Glendale, SUA             | Mexic         | 2–0  | 2–0 Meci amical |                                                        |
| 28. | 25 martie 2007     | Raymond James Stadium, Tampa, SUA                        | Ecuador       | 1–0  | 3–1             | Meci amical                                            |
| 29. | 25 martie 2007     | Raymond James Stadium, Tampa, SUA                        | Ecuador       | 2–1  | 3–1             | Meci amical                                            |
| 30. | 25 martie 2007     | Raymond James Stadium, Tampa, SUA                        | Ecuador       | 3–1  | 3–1             | Meci amical                                            |
| 31. | 12 iunie 2007      | Gillette Stadium, Foxborough, SUA                        | El Salvador   | 2–0  | 4–0             | CONCACAF Gold Cup 2007                                 |
| 32. | 16 iunie 2007      | Gillette Stadium, Foxborough, SUA                        | Panama        | 1–0  | 2–1             | CONCACAF Gold Cup 2007                                 |
| 33. | 21 iunie 2007      | Soldier Field, Chicago, SUA                              | Canada        | 2–0  | 2–1             | CONCACAF Gold Cup 2007                                 |
| 34. | 24 iunie 2007      | Soldier Field, Chicago, SUA                              | Mexic         | 1–1  | 2–1             | CONCACAF Gold Cup 2007                                 |
| 35. | 19 ianuarie 2008   | Home Depot Center, Carson, SUA                           | Suedia        | 2–0  | 2–0             | Meci amical                                            |
| 36. | 15 iunie 2008      | Home Depot Center, Carson, SUA                           | Barbados      | 4–0  | 8–0             | Calificările pentru Campionatul Mondial de Fotbal 2010 |
| 37. | 11 octombrie 2008  | RFK Stadium, Washington, D.C., SUA                       | Cuba          | 3–1  | 6–1             | Calificările pentru Campionatul Mondial de Fotbal 2010 |
| 38. | 3 iunie 2009       | Estadio Saprissa, San José, Costa Rica                   | Costa Rica    | 1–3  | 1–3             | Calificările pentru Campionatul Mondial de Fotbal 2010 |
| 39. | 6 iunie 2009       | Soldier Field, Chicago, SUA                              | Honduras      | 1–1  | 2–1             | Calificările pentru Campionatul Mondial de Fotbal 2010 |
| 40. | 15 iunie 2009      | Loftus Versfeld Stadium, Pretoria, Africa de Sud         | Italia        | 1–0  | 1–3             | Cupa Confederațiilor FIFA 2009                         |
| 41. | 28 iunie 2009      | Coca-Cola Park, Johannesburg, Africa de Sud              | Brazilia      | 2–0  | 2–3             | Cupa Confederațiilor FIFA 2009                         |
| 42. | 10 octombrie 2009  | Estadio Olímpico Metropolitano, San Pedro Sula, Honduras | Honduras      | 3–1  | 3–2             | Calificările pentru Campionatul Mondial de Fotbal 2010 |
| 43. | 18 iunie 2010      | Ellis Park Stadium, Johannesburg, Africa de Sud          | Slovenia      | 1–2  | 2–2             | Campionatul Mondial de Fotbal 2010                     |
| 44. | 23 iunie 2010      | Loftus Versfeld Stadium, Pretoria, Africa de Sud         | Algeria       | 1–0  | 1–0             | Campionatul Mondial de Fotbal 2010                     |
| 45. | 26 iunie 2010      | Royal Bafokeng Stadium, Rustenburg, Africa de Sud        | Ghana         | 1–1  | 1–2             | Campionatul Mondial de Fotbal 2010                     |
| 46. | 25 iunie 2011      | Rose Bowl, Pasadena, SUA                                 | Mexic         | 2–0  | 2–4             | CONCACAF Gold Cup 2011                                 |
| 47. | 26 mai 2012        | EverBank Field, Jacksonville, SUA                        | Scoția        | 1–0  | 5–1             | Meci amical                                            |
| 48. | 26 mai 2012        | EverBank Field, Jacksonville, SUA                        | Scoția        | 3–1  | 5–1             | Meci amical                                            |
| 49. | 26 mai 2012        | EverBank Field, Jacksonville, SUA                        | Scoția        | 4–1  | 5–1             | Meci amical                                            |
| 50. | 5 iulie 2013       | Qualcomm Stadium, San Diego, SUA                         | Guatemala     | 2–0  | 6–0             | Meci amical                                            |
| 51. | 5 iulie 2013       | Qualcomm Stadium, San Diego, SUA                         | Guatemala     | 4–0  | 6–0             | Meci amical                                            |
| 52. | 9 iulie 2013       | Jeld-Wen Field, Portland, SUA                            | Belize        | 6–1  | 6–1             | Cupa Confederațiilor FIFA 2013                         |
| 53. | 13 iulie 2013      | Rio Tinto Stadium, Sandy, SUA                            | Cuba          | 1–1  | 4–1             | Cupa Confederațiilor FIFA 2013                         |
| 54. | 21 iulie 2013      | M&T Bank Stadium, Baltimore, SUA                         | El Salvador   | 4–1  | 5–1             | Cupa Confederațiilor FIFA 2013                         |
| 55. | 24 iulie 2013      | Cowboys Stadium, Arlington, SUA                          | Honduras      | 2–0  | 3–1             | Cupa Confederațiilor FIFA 2013                         |
| 56. | 24 iulie 2013      | Cowboys Stadium, Arlington, SUA                          | Honduras      | 3–1  | 3–1             | Cupa Confederațiilor FIFA 2013                         |
| 57. | 10 septembrie 2013 | Columbus Crew Stadium, Columbus, SUA                     | Mexic         | 2–0  | 2–0             | Calificările pentru Campionatul Mondial de Fotbal 2014 |

## Palmares

### Club
Los Angeles Galaxy
- MLS Cup: 2005, 2011, 2012, 2014

Finalist: 2009
- Lamar Hunt U.S. Open Cup: 2005

Finalist: 2006
- MLS Supporters' Shield: 2010, 2011

Finalist: 2009
San Jose Earthquakes
- MLS Cup: 2001, 2003
- MLS Supporters' Shield

Finalist: 2002, 2003

### Națională
Statele Unite
- CONCACAF Gold Cup:  2002, 2005, 2007, 2013

Finalist: 2011
Locul 3: 2003
- Cupa Confederațiilor FIFA

Finalist: 2009

### Individual
- U.S. Soccer Young Athlete of the Year: 2000
- U.S. Soccer Athlete of the Year: 2003, 2004, 2009, 2010
- Honda Player of the Year: 2002, 2003, 2004, 2007, 2008, 2009, 2010
- FIFA U-17 World Cup Golden Ball: 1999
- FIFA World Cup Best Young Player of the Tournament: 2002
- CONCACAF Gold Cup Best XI: 2002, 2003, 2005, 2013; Honorable Mention 2007
- CONCACAF Gold Cup MVP: 2013]
- Golgheter — CONCACAF Gold Cup: 2003, 2005, 2013
- Everton Player of the Month: ianuarie 2010, ianuarie 2012
- MLS All-Time Best XI: Mijlocaș
- Major League Soccer MVP: 2009
- Major League Soccer All-Time Leading Scorer
- MLS Best XI: 2003, 2008, 2009, 2010, 2011, 2012
- MLS Cup  2003, 2011
- MLS All-Star Game MVP: 2001
- MLS Golden Boot: 2008
- MLS Silver Boot: 2010
- MLS Goal of the Year: 2009

 Statele Unite
- Golgheter all-time al naționalei SUA (57)
- Lider all-time la numărul de pase decisive al naționalei SUA (57)[6][7]